# Georgi Najdenov
Georgi Szpirov Najdenov (bolgárul: Георги Спиров Найденов, Szófia, 1931. december 21. – Damaszkusz, 1970. május 28.) olimpiai bronzérmes bolgár válogatott labdarúgókapus.
A bolgár válogatott tagjaként részt vett az 1962-es és az 1966-os világbajnokságon, illetve az 1956. és az 1960. évi nyári olimpiai játékokon.

## Sikerei, díjai
CSZKA Szofija
- Bolgár bajnok (8): 1955, 1956, 1957, 1958, 1959, 1960, 1961, 1962
- Bolgár kupa (3): 1955, 1961, 1965

Bulgária
- Olimpiai bronzérmes (1): 1956